# Maud A. B. Fuller
Maud Anna Berry Fuller (Lockhart, 7 de outubro de 1868 — Lockhart, 26 de janeiro de 1972) foi uma educadora e líder na igreja Batista africana-americana. Foi a fundadora e editora do jornal Woman's Helper. Fuller serviu por 41 anos como presidente da Convenção Batista Nacional de Mulher Auxiliares.

## Biografia
Fuller nasceu em Lockhart, Texas, no dia 7 de outubro de 1868.  Ela estudou no Tillotson College e, em seguida, foi para o Colégio Guadalupe. Fuller passou a lecionar por algum tempo em Seguin, Texas. Mais tarde, lecionou em em Austin, Texas, e em outras cidades do Texas.
Fuller casou-se com William Handy Fuller em 1914 e eles ficaram juntos até sua morte, em 1941. Posteriormente, em 1932, eles compraram e dirigiram a Funerária N.W. Rhambo. Os Fuller eram conhecidos por abrigar órfãos e ofertar educação para jovens. Margaret Taylor Simms ficou órfã aos 13 anos e foi morar com os Fuller. Margaret acabou trabalhando na Fisk como diretora.
Fuller tornou-se a secretária da Convenção Batista de Mulheres Auxiliares em 1916 e, em seguida, tornou-se a presidente em 1928. Ela escreveu literatura para missionários, incluindo Guides for Home and Foreign Missionary Societies. Ela também fundou e editou o jornal Woman's Helper.
Fuller arrecadou dinheiro para construir uma missão na Libéria em 1944. Ela foi em diversas missões na África, incluindo a que garantiu o terreno para a missão permanente na Libéria. Ela também proferiu discursos e falou sobre o seu trabalho como missionária em todo o país.
Em 1954, recebeu um título honorário de ciências humanas e o doutorado da Union Baptist Theological Seminary. Fuller aposentou-se como presidente da  Convenção Batista de Mulheres Auxiliares em 1968, e se tornou a presidente emérita.
Fuller morreu em 26 de janeiro de 1972 em sua casa, em Lockhart. Foi enterrado em Austin, no Cemitério Evergreen. Ela foi carinhosamente chamada de "Mãe Fuller" ou "Tia Maude" por pessoas que a conheceram. A sala de oração da Igreja Batista Ebenezer, em Austin, foi nomeada para homenageá-la.